# پیروزی آینده دموکراسی
پیروزی آیندهٔ دموکراسی (به انگلیسی: The Coming Victory of Democracy) کتابی است از سالِ ۱۹۳۸ میلادی حاویِ ملخّصِ گفتارهای توماس مان از فوریه تا مهِ همان سال علیهِ فاشیسم.

## به فارسی
ترجمهٔ محمّدعلی اسلامی ندوشن در ایران منتشر شده است.